# Texas Triangle

Schema della megaregione

Il Texas Triangle (Triangolo del Texas) è una delle undici megaregioni degli Stati Uniti d'America, considerate tali perché molto più grandi delle normali aree metropolitane. Il triangolo è formato dalle città di Dallas, Houston, San Antonio ai vertici, più Austin ed è chiamato anche Texaplex, da metroplex (en: megaregione)
Nel 2004 il territorio comprendeva 5 delle 20 maggiori città statunitensi e, con 13,8 milioni di abitanti, ospitava il 70% dei texani. Nei prossimi 40 anni è previsto un ulteriore aumento del 65%, arrivando al 78% dei texani.

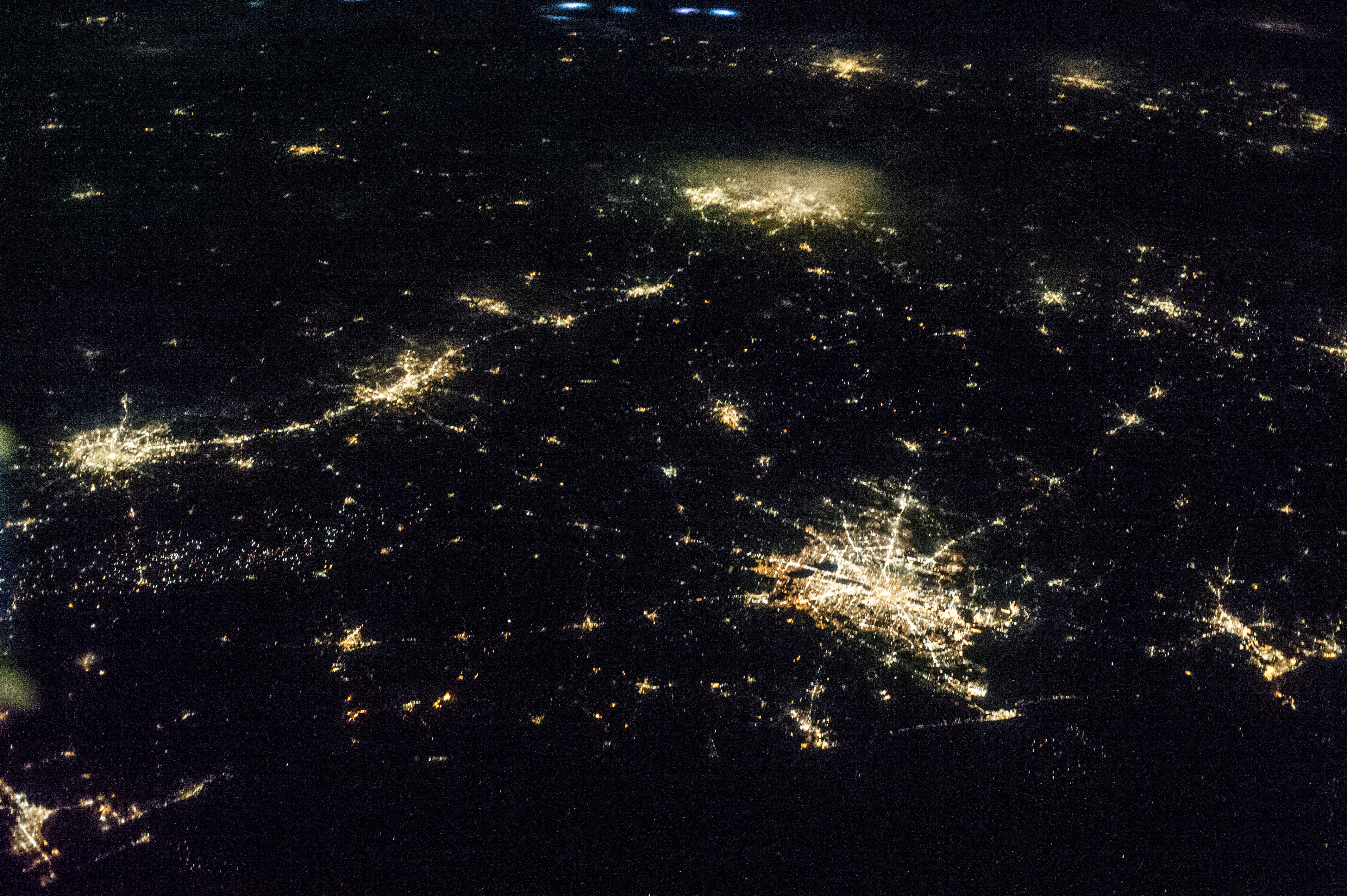
Foto della megaregione scattata di notte dalla ISS

Sebbene ogni città sia distinta, sono abbastanza sviluppate Dallas e Fort Worth, da formare l'area nota come The Metroplex. Il Triangolo del Texas si estende su 160.000 km2, paragonabile in estensione alla Georgia e nel 2008 aveva 17 milioni di abitanti, paragonabili alla popolazione della Florida, anche se la superficie è meno di un quarto del totale del Texas.